# Pedaja
Pedaja (hebrejsky פְּדָיָה, v oficiálním přepisu do angličtiny Pedaya) je vesnice typu mošav v Izraeli, v Centrálním distriktu, v Oblastní radě Gezer.

## Geografie
Leží v nadmořské výšce 101 metrů na pomezí hustě osídlené a zemědělsky intenzivně využívané pobřežní nížiny a regionu Šefela, na jihovýchodním okraji aglomerace Tel Avivu.
Obec se nachází 20 kilometrů od břehu Středozemního moře, cca 26 kilometrů jihovýchodně od centra Tel Avivu a cca 34 kilometrů severozápadně od historického jádra Jeruzalému. Pedaju obývají Židé, přičemž osídlení v tomto regionu je etnicky převážně židovské.
Pedaja je na dopravní síť napojena pomocí místní silnice číslo 4243, jež ústí do dálnice číslo 44 probíhající podél východního okraje obce. Západně od mošavu probíhá také dálnice číslo 6 a paralelně s ní i železniční trať z Lodu do Beerševy.

## Dějiny
Pedaja byla založena v roce 1951. Zakladateli mošavu byla skupina Židů z Iráku.
Jméno obce je odvozeno od biblické postavy zmiňované v Druhé knize královské 23,36: „Jójakímovi bylo dvacet pět let, když začal kralovat, a kraloval v Jeruzalémě jedenáct let. Jeho matka se jmenovala Zebúda; byla to dcera Pedajáše z Rúmy“

## Demografie
Podle údajů z roku 2014 tvořili naprostou většinu obyvatel v Pedaji Židé (včetně statistické kategorie "ostatní", která zahrnuje nearabské obyvatele židovského původu ale bez formální příslušnosti k židovskému náboženství).
Jde o menší obec vesnického typu s dlouhodobě výrazně rostoucí populací. K 31. prosinci 2014 zde žilo 792 lidí. Během roku 2014 populace stoupla o 1,3 %.
| Rok            | 1961 | 1972 | 1983 | 1995 | 2001 | 2003 | 2004 | 2005 | 2006 | 2007 | 2008 | 2009 | 2010 | 2011 | 2012 | 2013 | 2014 |
| -------------- | ---- | ---- | ---- | ---- | ---- | ---- | ---- | ---- | ---- | ---- | ---- | ---- | ---- | ---- | ---- | ---- | ---- |
| Počet obyvatel | 395  | 440  | 413  | 467  | 513  | 527  | 539  | 551  | 586  | 617  | 637  | 654  | 700  | 703  | 729  | 782  | 792  |